# Copelatus villiersi
Copelatus villiersi är en skalbaggsart som beskrevs av Guignot 1950. Copelatus villiersi ingår i släktet Copelatus och familjen dykare. Inga underarter finns listade i Catalogue of Life.